# Mercedes-Benz W211
Mercedes-Benz W211 — третье поколение автомобилей Е-класса немецкой марки Mercedes-Benz, впервые выпущенное в 2002 году. Пришло на замену Mercedes-Benz W210 и выпускалось в двух вариантах кузова: седан (с момента запуска) и универсал (с февраля 2003 года). В 2004 году на основе Е-класса на платформе W211 было создано 4-дверное купе Mercedes-Benz C219 CLS-класс.
В 2006 году автомобиль претерпел рестайлинг, в ходе которого он увеличился в размерах, получил обновление передней оптики, решётки радиатора, переднего спойлера, задних фонарей, интерьера и модельного ряда двигателей, а также технической составляющей.
Производство W211 завершилось в 2009 году, а на смену ему пришла модель Mercedes-Benz W212. Число продаж автомобиля за время производство превысило цифру в 1 500 000 единиц.

## История производства

### Предыстория
Разработка замены автомобилю Mercedes-Benz W210 началась в 1997 году с последующей разработкой конструкции и дизайна. Окончательный выбор проекта состоялся в 1999 году, заявки на патенты в Германии были поданы 18 декабря 2000 года (используя в качестве прототипа модель E500). Серийное производство стартовало в 2001 году, после 48 месяцев исследований, проектирования и разработки на общую сумму в 2 миллиарда евро. Первый пилотный запуск и тесты состоялись летом того же года.
Первые шпионские фотографии нового автомобиля появились в середине 2001 года в Нью-Йорке. Немецкий турист увидел W211 на съёмках фильма Люди в чёрном 2. Снимки были проданы немецкому автомобильному изданию Auto Zeitung. В связи с этим событием сроки выхода автомобиля на рынок были сдвинуты с июня на март 2002 года.

### 2002—2006
В январе 2002 года на Брюссельском автосалоне состоялся дебют нового поколения Е-класса в виде автомобиля Mercedes-Benz W211. До старта продаж в Северной Америке он был представлен в фильме Люди в чёрном 2 (2002 год). Автомобиль устанавливал новые стандарты в области динамики, безопасности, комфорта и управляемости транспортных средств благодаря наличию электрогидравлической тормозной системы Sensotronic Brake Control (SBC), стандартной для всей серии E-класса, мультиконтурным сиденьям и пневматической подвеске AIRMATIC DC (Dual Control). Мультиконтурные сиденья автоматически адаптируются к текущей дорожной ситуации, в то время как пневмоподвеска при помощи микроэлектроники управляет подпружиниванием и демпфированием. Система подвески AIRMATIC входила в стандартное оснащение топовой модели E500 с двигателем V8 и была доступна на заказ в качестве опции для других моделей E-класса. W211 стал более сложным автомобилем по сравнению со своим предшественником в связи с установкой большого числа электронных систем и различного оборудования.
Комплектация третьего поколения Е-класса состояла из трёх серий исполнения, типичных для Mercedes-Benz: Classic, Elegance и Avantgarde. Первый вариант предлагал классический набор опций и выдержанный стиль оформления интерьера и экстерьера. Elegance включал особую отделку салона автомобиля и набор различных опций. Avantgarde придавал автомобилю спортивный внешний вид и также включал специальную отделку салона, а также изменения в электрооборудовании автомобиля. Mercedes-Benz W211 является первым представителем E-класса с 1985 года, который оснащался двумя стеклоочистителями.
Через 6 месяцев с момента старта продаж было продано около 100 000 автомобилей.
В 2003 году модельный ряд двигателей пополнили бензиновая и дизельная (CDI) версия E320. В том же году 2 января 2003 года на Детройтском автосалоне компания представила вариант автомобиля в кузове универсал, который поставил в продажу 22 марта. В том же году на платформе W211 был построен концепт-кар Mercedes-Benz Vision CLS, который дебютировал перед широкой публикой на Франкфуртском автосалоне. На автомобиль были установлены дизельный твин-турбо V6 двигатель мощностью 265 л.с. (195 кВт, 560 Н·м) и новая 7-ступенчатая АКПП 7G-Tronic.
Через год модельный ряд автомобиля пополнила версия E350 (V6, 200 кВт / 272 л.с., 350 Н·м) с системой полного привода 4MATIC. Тогда же была разработана гибридная модель E200 NGT, двигатель которой работал на природном газе.
С 2005 года стал доступен спорт-пакет для всех моделей W211, включавший большое количество как внешних, так и внутренних модификаций. Тогда же компания Mercedes-Benz прекратила выпуск 5-цилиндровых двигателей и E270 CDI был заменён на E280 CDI.
1 апреля 2005 года на скоростном треке в Ларедо, штат Техас, автомобиль E320 CDI (V6, 221 л.с.) в кузове W211 установил три мировых рекорда (официально зарегистрированы Международной автомобильной федерацией). Ему без проблем удалось покрыть расстояние в 100 000 км, 50 000 и 100 000 миль. Несмотря на экстремальные нагрузки, дизельный сажевый фильтр отработал без проблем и экстренного технического обслуживания на всей дистанции без ухудшения производительности.

### 2006—2009 (рестайлинг)
В 2006 году для модельного 2007 года компания Mercedes-Benz подготовила рестайлинг, включающий внешнее обновление и исправление технических нюансов первого поколения автомобилей. Габариты Mercedes-Benz W211 увеличились, стандартное и опциональное оборудование пополнилось новыми элементами, что позволило третьему поколению E-класса выйти на новый уровень в вопросе конкуренции с автомобилями соответствующего класса компаний конкурентов. Прежде всего была окончена поддержка и установка системы Sensotronic, вместо неё появилась известная по S-классу технология превентивной защиты пассажиров и водителя PRE-SAFE, входившая в стандартное оснащение всех серий. На выбор клиента стало доступно 29 вариантов автомобиля, включая 16 седанов и 13 универсалов. В стандартное оснащение W211 вошли активная система защита PRE-SAFE, подголовники с технологией NECK-PRO, мигающие тормозные огни и монитор давления в шинах. Обновился также и внешний вид автомобиля.
Обновлённая версия W211 была представлена на автосалоне в Нью-Йорке 12 апреля 2006 года. Тогда же компания объявила о выпуске 10-миллионного автомобиля за 60-летнюю историю E-класса.
После рестайлинга был представлен бронированный вариант W211 с уровнем защиты категории B4 под названием E-Guard. Модельный ряд состоял из E320 CDI, E350 и E500. Транспортные средства были усилены сталью и арамидом. Колёса автомобиля оснащались специальными шинами с системой предупреждения потерь давления компании Michelin. Все варианты моделей имели максимальную скорость в 240 километров в час (150 миль/ч).
В 2007 году подразделением Mercedes-AMG был представлен автомобиль Mercedes-Benz E63 AMG мощностью в 514 лошадиных сил.
В 2009 году Mercedes-Benz W211 по результатам исследований глобального маркетингового сервиса J.D. Power занял первое место в рейтинге наиболее удовлетворённых от покупки клиентов в категории люксовых автомобилей. Одновременно с этим событием автомобильное издание AUTO TEST наградило автомобиль W211 серебряной наградой.
В марте 2009 года на смену третьему поколению Е-класса пришёл автомобиль Mercedes-Benz W212.

## Описание

### Экстерьер

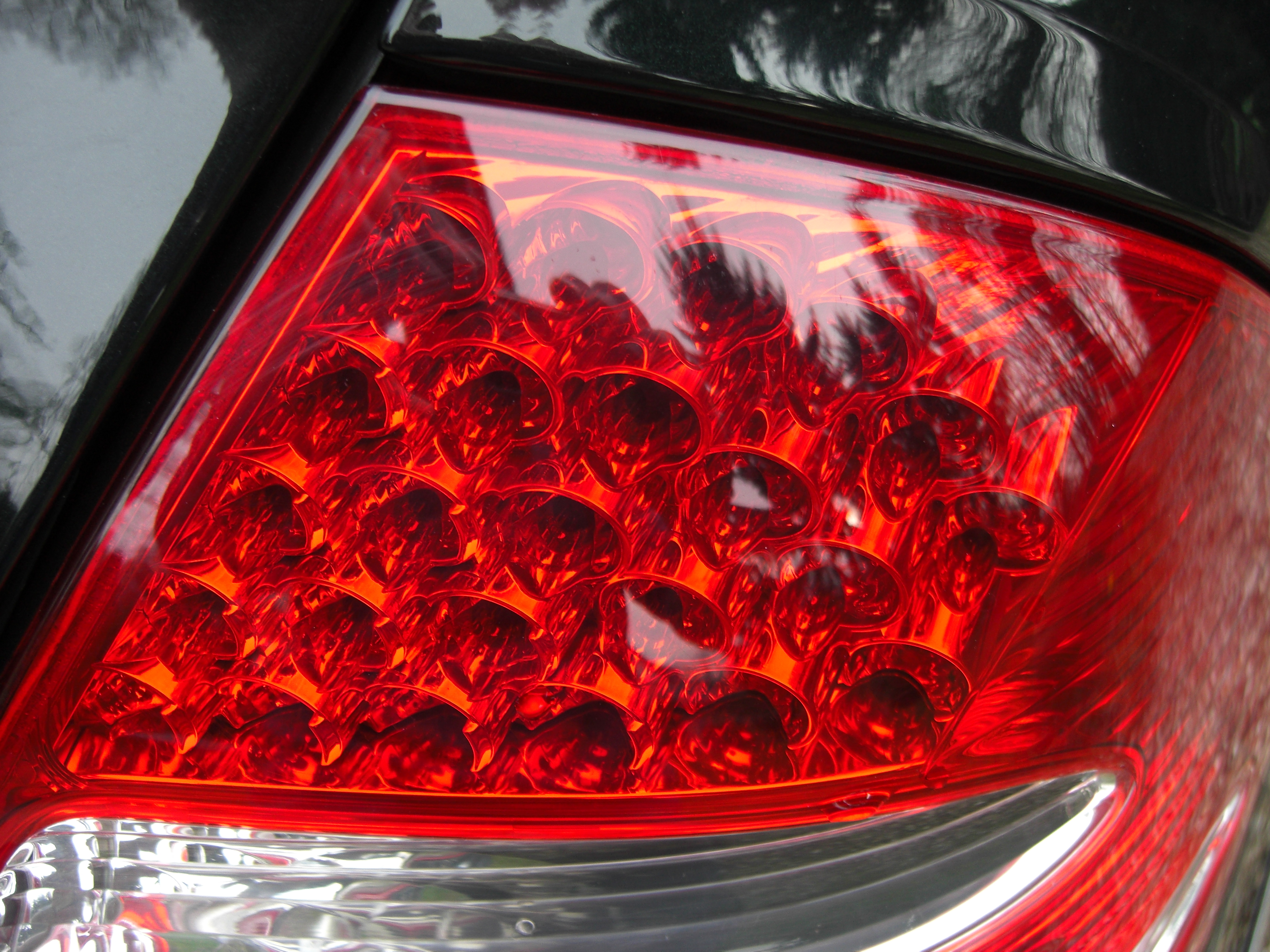
Светодиодные тормозные огни W211 Avantgarde

Передняя часть Mercedes-Benz W211 оснащается четырьмя овальными разного размера фарами, между которыми расположилась аккуратная решётка радиатора. Передний бампер характерной аэродинамической формы, в зависимости от комплектации, располагает массой воздуховодов и несёт на себе противотуманные фонари всевозможных конфигураций (от круглых до сложных форм). Капот со стилистическими выштамповками в виде волн продолжает тон, заданный передними фарами. Черты кузова стали более плавными, что визуально придало автомобилю легкости.
Габариты автомобиля значительно увеличились в сравнении с предшественником, а внешний вид, хоть и сохранивший стиль предыдущего поколения Е-класса (те же раздельные круглые фары спереди, но состоящие из нескольких светильников, спрятанных под одним колпаком), обрёл более стремительный облик. Переднюю оптику наклонили под более вертикальным углом. Задняя часть нового W211 выполнена в стиле представительского седана S-класса. Кузов стал безопаснее благодаря применению стальных высокопрочных материалов. Вес автомобиля незначительно снизился в связи с использованием алюминия (передние крылья, капот, крышка багажника). Коэффициент аэродинамического сопротивления составил 0.26, что немного ниже, чем у Mercedes-Benz W210 (0.27). Объём багажника вырос до 540 литров (690 у версии в кузове универсал, 1950 при сложенных задних сидениях). За прозрачным стеклом установлены галогенные фары с проекционной технологией. В широких колёсных арках видны легкосплавные диски.
И седан и универсал по заказу могли быть оснащены стеклянным люком с возможностью внутреннего перекрытия специальной перегородкой для защиты от солнечных лучей. Кроме того, седан мог оснащаться двусоставной панорамной стеклянной крышей с электронным управлением, которая простиралась по всей длине верхней части автомобиля.
Спорт-пакет, доступный с марта 2005 года, включал 18-дюймовые легкосплавные диски с двойными спицами, спортивную заниженную подвеску, чувствительное к скорости рулевое управление и систему выхлопа с двумя овальными выхлопными трубами из нержавеющей стали.
В 2006 году при рестайлинге автомобиль получил модернизацию передних фар, решётки радиатора, переднего спойлера, задних фонарей и рулевого колеса. Стал доступен опциональный пакет, включающий биксеноновые фары с системой Intelligent Light System (5 различных функций освещения). Линия исполнения Avantgarde получила новый дизайн боковых порогов, задних фонарей и бампера. Серию Classic оснастили новой отделкой из эвкалипта.

### Интерьер

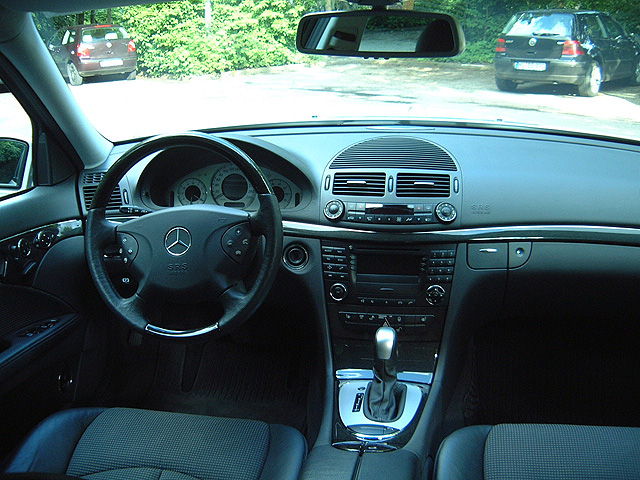
Интерьер E320, 2002

Салон автомобиля стал значительно просторнее благодаря увеличенной колёсной базе, а также заново разработанному интерьеру. Значительное внимание было уделено улучшению шумоизоляции. В стандартное оснащение серии вошло многофункциональное рулевое колесо. Обивка интерьера варьировалась от тканевой до искусственной кожи наппа. Вместо стандартных сидений можно было установить комфортные с подогревом и вентиляцией, а также динамические мультиконтурные (подстраивающиеся под форму тела пассажира). Опционально устанавливалась функция массажа. Настройки безопасности и зеркала обладали функцией памяти для каждого водителя и пассажира (до трёх человек).
Автомобиль поставлялся в трёх вариантах отделки:
- Classic: базовая комплектация, отделка из ценных пород древесины, климат-контроль, электропакет (стёкла и зеркала), 6 подушек безопасности, подогрев стекол и зеркал, аудиосистема и бортовой компьютер, литые диски;
- Elegance: отделка из дерева грецкого ореха, кожаный руль в цвет салона, элементы отделки из хрома (ручки дверей, боковые юбки), окружающее освещение внутренней части (с регулируемой яркостью при движении в ночное время), решётка радиатора с 4-я ламелями.
- Avantgarde: спортивный внешний вид, передний спойлер с боковыми зажимами в цвет кузова, решётка радиатора с пятью планками, жёсткая подвеска, заниженная на 15 миллиметров, би-ксеноновые фары, светодиодные стоп-сигналы для седана и светодиодные задние фонари для универсала, голубые тонированные стёкла, алюминиевая отделка салона в сочетании с ценными породами древесины (клён) и кожей.

На 2003 год распределение автомобилей W211 по линии исполнения выглядело следующим образом:
- Avantgarde — 39 %
- Elegance — 35 %
- Classic — 26 %

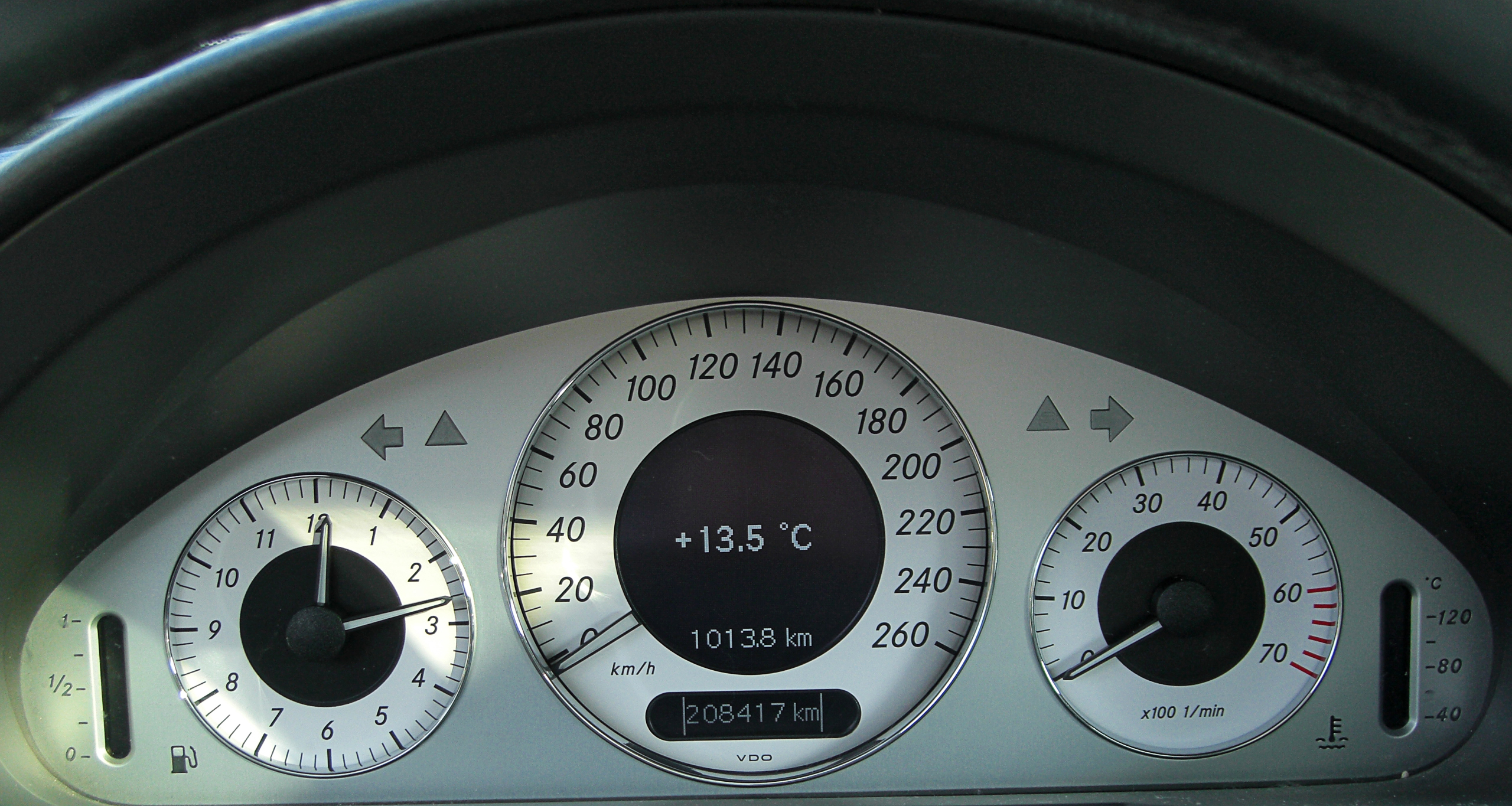
Комбинация приборов W211 Avantgarde

С марта 2005 года под заказ стал доступен спорт-пакет. Он включал в себя многофункциональное 4-спицевое спортивное рулевое колесо с кожаной отделкой, кожаные сиденья с отстрочкой, спортивные педали из полированной нержавеющей стали, автоматическую коробку переключения передач и подрулевые переключатели на рулевом колесе. В течение всего периода производства были доступны специальные пакеты, которые предлагали различные дополнительные улучшения и модернизации интерьера и внешнего вида салона, а также ходовой части. В их число входили пакет Designo, предлагавшие особые цвета окраски кузова (например, designo mystic), специальную обивку из кожи и отделку интерьера из древесных пород (например, внутренняя облицовка крыши с использованием алькантары).
С 2006 года салон автомобиля включает новые цветовые сочетания, четырёхспицевый руль и новый блок управления для автоматического климат-контроля, который вошёл в стандартное оснащение всех моделей. На заказ были предложены тканевые и кожаные чехлы для сидений. Автоматический климат-контроль обзавёлся цифровым дисплеем. Рычаг переключения передач получил новый дизайн.

### Ходовая часть

#### Шасси
Передняя независимая подвеска Mercedes-Benz W211 реализована на двойных поперечных рычагах со стабилизатором, задняя также независимая многорычажная со стабилизатором. На моделях с 8-цилиндровыми двигателями устанавливается пневматическая подвеска Airmatic DC (также доступна как опция). В отличие от предшественника, в подвеске третьего поколения E-класса используется большее количество деталей сделанных из алюминия. Механизм на базе двойных рычагов поперечного типа способствовал уменьшению раскачки и повышал эффективность торможения.
Система Airmatic DC основана на технологии, представленной на автомобиле Mercedes-Benz W220. Она осуществляет электронный контроль подвеской и управление демпфированием для каждого колеса в отдельности. Для водителя доступно несколько режимов, включающих «Sport» и «Comfort». Среди иных компонентов подвески присутствуют устройства автоматической регулировки уровня дорожного просвета и уменьшения крена кузова в поворотах на высоких скоростях, улучшающих аэродинамическое сопротивление.
Передние и задние дисковые тормоза оснащаются системой ABS. Кроме того, в стандартную комплектацию автомобиля входили электронный контроль устойчивости (ESP), противобуксовочная система (ASR) и Brake Assist.

#### Трансмиссия
Автомобили Mercedes-Benz W211 оснащались 6-ступенчатой механической коробкой передач (стандарт для E200 CDI, E220 CDI, E270 CDI и других), а также 5- (5G-Tronic, стандарт для E280 CDI 4MATIC, E400 CDI, E320 CDI 4MATIC и других) или 7-ступенчатыми (7G-Tronic, стандарт для E350 и E500, а также E320 CDI после июля 2005 года) автоматическими коробками переключения передач.

### Двигатели

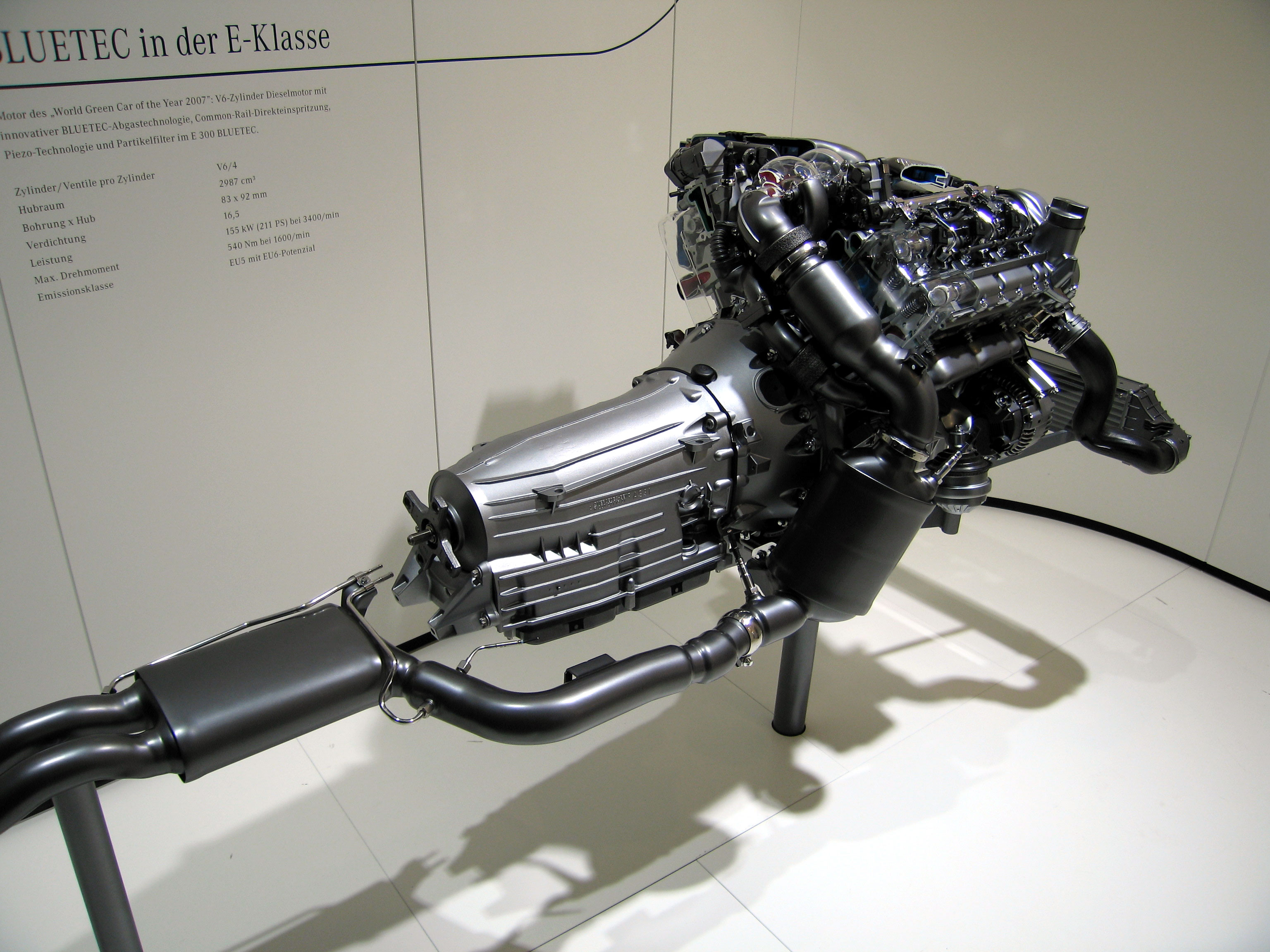
Устройство двигателя E300 (W211) BlueTEC

Первая линейка двигателей состояла из V6 и V8 (с 24 клапанами), а также I4 и I4 с нагнетателем. Модели E240 и E270 выдавали мощность в 130 кВт, в то время как E500 с 5,0-литровым мотором генерировал 225 кВт. E320 остался без изменений с V6 двигателем и 165 кВт мощности.
В 2004 году модельный ряд двигателей пополнили версии E350 (на заказ с системой 4MATIC) и E280 CDI. Через некоторое время появились модели E 420 CDI, а E280 CDI и E320 CDI получили обновление.
После рестайлинга 2006 года двигатели E200 CDI и E220 CDI получили обновление. Появилась первая серийная экологичная и топливно-эффективная дизельная версия E320 с системой BlueTEC.
В 2007 году к модельному ряду двигателей добавились E300 BlueTEC и E350 CGI. Дизельный двигатель стал одним из самых чистых и экономичных моторов, соответствующих ещё только готовящемуся к выходу экологическому стандарту Евро-5. Модель была введена на рынок США в качестве E320 BlueTEC в год дебюта и выиграла там титул «Всемирного Зелёного автомобиля года».

#### Бензиновые
| Название модели    | Кузов     | Тип     | Мотор(Код)                  | Объём (cm³) | Максимальная мощностьоб/мин−1 | Крутящий моментоб/мин−1 | Коробка передач | Снаряжённая масса(кг) | Максимальная скорость(км/ч)    | Разгон0-100 км/ч(сек.) | Расход в смешанном цикле(л/100 км) | Выбросы CO2г/км | Годы производства | Цена на момент выпуска (Euro) |
| ------------------ | --------- | ------- | --------------------------- | ----------- | ----------------------------- | ----------------------- | --------------- | --------------------- | ------------------------------ | ---------------------- | ---------------------------------- | --------------- | ----------------- | ----------------------------- |
| E200 Kompressor    | седан     | 211.042 | M271E18ML (271.941)         | 1796        | 163/5500                      | 240/ 3000-4000          | M/6             | 1.470                 | 230                            | 9"6                    | 8.4                                | 195             | 2003-06           | 38.531                        |
| E200 Kompressor    | универсал | 211.242 | M271E18ML (271.941)         | 1796        | 163/5500                      | 240/ 3000-4000          | M/6             | 1.570                 | 220                            | 10"1                   | 9.1                                | 212             | 2003-06           | 43.731                        |
| E200 Kompressor    | седан     | 211.041 | M271E18ML (271.956)         | 1796        | 184/5500                      | 250/ 3500-4000          | M/6             | 1.505                 | 236                            | 9"1                    | 8.2                                | 195             | 2006-09           | 41.393                        |
| E200 Kompressor    | универсал | 211.241 | M271E18ML (271.956)         | 1796        | 184/5500                      | 250/ 3500-4000          | M/6             | 1.645                 | 225                            | 9"5                    | 8.9                                | 212             | 2006-09           | 44.213                        |
| E200 NGT           | седан     | 211.042 | M271E18ML NGT (271.941 NGT) | 1796        | 163/5500                      | 240/ 3000-4000          | AS/5            | 1.690                 | 227                            | 10"7                   | 9                                  | 168             | 2004-08           | 45.741                        |
| E240 V6            | седан     | 211.061 | M112E26 (112.913)           | 2597        | 177/5700                      | 240/4500                | M/6             | 1.495                 | 236                            | 8"9                    | 10.7                               | -               | 2002-05           | 40.290                        |
| E240 V6            | универсал | 211.261 | M112E26 (112.913)           | 2597        | 177/5700                      | 240/4500                | M/6             | 1.605                 | 219                            | 9"5                    | 11.2                               | -               | 2003-05           | 40.630                        |
| E240 V6 4-Matic    | седан     | 211.080 | M112E26 (112.917)           | 2597        | 177/5700                      | 240/4500                | A/5             | 1.590                 | 227                            | 9"9                    | 10.6                               | -               | 2003-05           | 45.808                        |
| E240 V6 4-Matic    | универсал | 211.280 | M112E26 (112.917)           | 2597        | 177/5700                      | 240/4500                | A/5             | 1.700                 | 220                            | 11"                    | 11.1                               | -               | 2003-05           | 48.627                        |
| E280 V6            | седан     | 211.054 | M272E30 (272.943)           | 2996        | 231/6000                      | 300/ 2500-5000          | M/6             | 1.575                 | 250                            | 7"3                    | 9.6                                | 222             | 2005-09           | 43.213                        |
| E280 V6            | универсал | 211.254 | M272E30 (272.943)           | 2996        | 231/6000                      | 300/ 2500-5000          | M/6             | 1.710                 | 246                            | 8"1                    | 9.6                                | 229             | 2005-09           | 46.033                        |
| E280 V6 4-Matic    | седан     | 211.092 | M272E30 (272.944)           | 2996        | 231/6000                      | 300/ 2500-5000          | A/5             | 1.670                 | 240                            | 8"5                    | 10                                 | 237             | 2005-09           | 47.810                        |
| E280 V6 4-Matic    | универсал | 211.292 | M272E30 (272.944)           | 2996        | 231/6000                      | 300/ 2500-5000          | A/5             | 1.885                 | 232                            | 8"3                    | 10.3                               | 246             | 2005-09           | 50.630                        |
| E320 V6            | седан     | 211.065 | M112E32 (112.949)           | 3199        | 224/5600                      | 315/ 3000-4800          | A/5             | 1.570                 | 245                            | 7"7                    | 10                                 | -               | 2002-05           | 47.820                        |
| E320 V6            | универсал | 211.265 | M112E32 (112.949)           | 3199        | 224/5600                      | 315/ 3000-4800          | A/5             | 1.710                 | 233                            | 8"5                    | 10.6                               | -               | 2003-05           | 51.541                        |
| E320 V6 4-Matic    | седан     | 211.082 | M112E32 (112.954)           | 3199        | 224/5600                      | 315/ 3000-4800          | A/5             | 1.665                 | 244                            | 7"9                    | 10.3                               | -               | 2003-05           | 51.241                        |
| E320 V6 4-Matic    | универсал | 211.282 | M112E32 (112.954)           | 3199        | 224/5600                      | 315/ 3000-4800          | A/5             | 1.805                 | 233                            | 8"5                    | 10.6                               | -               | 2003-05           | 54.061                        |
| E350 V6            | седан     | 211.056 | M272E35 (272.964)           | 3498        | 272/6000                      | 350/ 2400-5500          | A/5             | 1.605                 | 250                            | 6"9                    | 9.7                                | 231             | 2005-06           | 51.131                        |
| E350 V6            | универсал | 211.256 | M272E35 (272.964)           | 3498        | 272/6000                      | 350/ 2400-5500          | A/5             | 1.735                 | 245                            | 7"1                    | 9.9                                | 236             | 2005-06           | 53.951                        |
| E350 V6            | седан     | 211.056 | M272E35 (272.964)           | 3498        | 272/6000                      | 350/ 2400-5500          | A/7             | 1.615                 | 250                            | 6"9                    | 9.7                                | 231             | 2006-09           | 57.649                        |
| E350 V6            | универсал | 211.256 | M272E35 (272.964)           | 3498        | 272/6000                      | 350/ 2400-5500          | A/7             | 1.745                 | 250                            | 7"1                    | 9.9                                | 236             | 2006-09           | 60.649                        |
| E350 V6 4-Matic    | седан     | 211.087 | M272E35 (272.972)           | 3498        | 272/6000                      | 350/ 2400-5500          | A/5             | 1.700                 | 250                            | 7"1                    | 10.4                               | 247             | 2005-09           | 53.181                        |
| E350 V6 4-Matic    | универсал | 211.287 | M272E35 (272.972)           | 3498        | 272/6000                      | 350/ 2400-5500          | A/5             | 1.830                 | 245                            | 7"4                    | 10.4                               | 253             | 2005-09           | 55.991                        |
| E500 V8            | седан     | 211.070 | M113E50 (113.967)           | 4966        | 306/5600                      | 460/ 2700-4250          | A/5             | 1.650                 | 250 (с ограничителем скорости) | 6"1                    | 11.5                               | 258             | 2002-06           | 66.170                        |
| E500 V8            | универсал | 211.270 | M113E50 (113.967)           | 4966        | 306/5600                      | 460/ 2700-4250          | A/5             | 1.850                 | 250 (с ограничителем скорости) | 6"9                    | 12.3                               | 276             | 2003-06           | 69.891                        |
| E500 V8            | седан     | 211.072 | M273E55 (273.960)           | 5461        | 388/6000                      | 530/ 2800-4800          | A/7             | 1.710                 | 250 (с ограничителем скорости) | 5"3                    | 11.5                               | 273             | 2006-09           | 76.069                        |
| E500 V8            | универсал | 211.272 | M273E55 (273.960)           | 5461        | 388/6000                      | 530/ 2800-4800          | A/7             | 1.820                 | 250 (с ограничителем скорости) | 5"4                    | 11.8                               | 280             | 2006-09           | 78.889                        |
| E500 V8 4-Matic    | седан     | 211.083 | M113E50 (113.969)           | 4966        | 306/5600                      | 460/ 2700-4250          | A/5             | 1.730                 | 250 (с ограничителем скорости) | 6"3                    | 11.9                               | 285             | 2005-06           | 71.691                        |
| E500 V8 4-Matic    | универсал | 211.283 | M113E50 (113.969)           | 4966        | 306/5600                      | 460/ 2700-4250          | A/5             | 1.870                 | 250 (с ограничителем скорости) | 6"8                    | 12.3                               | 296             | 2005-06           | 74.511                        |
| E500 V8 4-Matic    | седан     | 211.090 | M273E55 (273.960)           | 5461        | 388/6000                      | 530/ 2800-4800          | A/5             | 1.805                 | 250 (с ограничителем скорости) | 5"5                    | 12.3                               | 293             | 2006-09           | 78.469                        |
| E500 V8 4-Matic    | универсал | 211.290 | M273E55 (273.960)           | 5461        | 388/6000                      | 530/ 2800-4800          | A/5             | 1.915                 | 250 (с ограничителем скорости) | 5"7                    | 12.6                               | 300             | 2006-09           | 81.289                        |
| E55 AMG Kompressor | седан     | 211.076 | M113E55ML (113.990)         | 5439        | 476/6100                      | 700/ 2650-4500          | A/5             | 1.760                 | 250 (с ограничителем скорости) | 4"7                    | 14.3                               | 310             | 2003-06           | 94.560                        |
| E55 AMG Kompressor | универсал | 211.276 | M113E55ML (113.990)         | 5439        | 476/6100                      | 700/ 2650-4500          | A/5             | 1.900                 | 250 (с ограничителем скорости) | 4"7                    | 14.5                               | 326             | 2003-06           | 98.791                        |
| E63 AMG            | седан     | 211.077 | M156E63 (156.983)           | 6208        | 514/6800                      | 630/5200                | A/7             | 1.765                 | 250 (с ограничителем скорости) | 4"5                    | 14.3                               | 341             | 2006-09           | 102.631                       |
| E63 AMG            | универсал | 211.277 | M156E63 (156.983)           | 6208        | 514/6800                      | 630/5200                | A/7             | 1.880                 | 250 (с ограничителем скорости) | 4"6                    | 14.5                               | 345             | 2006-09           | 105.451                       |

Модель E500 продавалась с 5,0-литровым двигателем в США и Канаде (2003—2006). С конца 2007 года она получила новое обозначение E550 и рабочий объём в 5,5 литра.
Автомобиль с двигателем E280 4MATIC в Канаде продавался как E300 4MATIC.
Модель E240 продавалась под индексом E260 в Индонезии.

#### Дизельные
| Название модели    | Кузов     | Тип     | Мотор(Код)                      | Объём (cm³) | Максимальная мощностьоб/мин−1 | Крутящий моментоб/мин−1 | Коробка передач | Снаряжённая масса(кг) | Максимальная скорость(км/ч)    | Разгон0-100 км/ч(сек.) | Расход в смешанном цикле(л/100 км) | Выбросы CO2г/км | Годы производства | Цена на момент выпуска (Euro) |
| ------------------ | --------- | ------- | ------------------------------- | ----------- | ----------------------------- | ----------------------- | --------------- | --------------------- | ------------------------------ | ---------------------- | ---------------------------------- | --------------- | ----------------- | ----------------------------- |
| E200 CDI           | седан     | 211.004 | OM646DE22LA red. (646.951)      | 2148        | 122/4200                      | 270/1400-2800           | M/6             | 1.525                 | 205                            | 12"1                   | 6                                  | 162             | 2003-06           | 36.500                        |
| E200 CDI           | седан     | 211.007 | OM646DE22LA EVO red. (646.820)  | 2148        | 136/3800                      | 340/2000                | M/6             | 1.540                 | 214                            | 9"9                    | 6.3                                | 167             | 2006-09           | 39.691                        |
| E220 CDI           | седан     | 211.006 | OM646DE22LA (646.961)           | 2148        | 150/4200                      | 340/2000                | M/6             | 1.535                 | 216                            | 10"1                   | 6.3                                | 162             | 2002-06           | 39.100                        |
| E220 CDI           | универсал | 211.206 | OM646DE22LA (646.961)           | 2148        | 150/4200                      | 340/2000                | M/6             | 1.710                 | 208                            | 10"6                   | 6.9                                | 183             | 2003-06           | 41.920                        |
| E220 CDI           | седан     | 211.008 | OM646DE22LA EVO (646.821)       | 2148        | 170/3800                      | 400/2000                | M/6             | 1.540                 | 227                            | 8"4                    | 6.3                                | 167             | 2006-09           | 42.271                        |
| E220 CDI           | универсал | 211.208 | OM646DE22LA EVO (646.821)       | 2148        | 170/3800                      | 400/2000                | M/6             | 1.710                 | 218                            | 9"1                    | 7.1                                | 188             | 2006-09           | 45.091                        |
| E270 CDI           | седан     | 211.016 | OM647DE27LA (647.961)           | 2685        | 177/4200                      | 400/1800                | M/6             | 1.590                 | 230                            | 9"                     | 6.5                                | 172             | 2002-05           | 41.160                        |
| E270 CDI           | универсал | 211.216 | OM647DE27LA (647.961)           | 2685        | 177/4200                      | 400/1800                | M/6             | 1.755                 | 223                            | 9"3                    | 7.1                                | 188             | 2003-05           | 44.740                        |
| E280 CDI           | седан     | 211.023 | OM648DE32LA red. (648.961 red.) | 3222        | 177/4200                      | 425/1800                | A/5             | 1.605                 | 228                            | 9"2                    | 7.3                                | 194             | 2005-06           | 46.931                        |
| E280 CDI           | универсал | 211.223 | OM648DE32LA red. (648.961 red.) | 3222        | 177/4200                      | 425/1800                | A/5             | 1.810                 | 220                            | 9"3                    | 7.6                                | 201             | 2005-06           | 49.751                        |
| E280 V6 CDI        | седан     | 211.020 | OM642DE30LA red. (642.920 red.) | 2987        | 190/4000                      | 400/1400                | M/6             | 1.584                 | 241                            | 8"6                    | 6.9                                | 183             | 2005-09           | 44.129                        |
| E280 V6 CDI        | универсал | 211.220 | OM642DE30LA red. (642.920 red.) | 2987        | 190/4000                      | 400/1400                | M/6             | 1.780                 | 231                            | 9"1                    | 7.2                                | 191             | 2005-09           | 46.949                        |
| E280 V6 CDI4-Matic | седан     | 211.084 | OM642DE30LA (642.921 red.)      | 2987        | 190/4000                      | 440/1400                | A/5             | 1.665                 | 234                            | 8"2                    | 7.8                                | 207             | 2006-09           | 50.063                        |
| E280 V6 CDI4-Matic | универсал | 211.284 | OM642DE30LA (642.921 red.)      | 2987        | 190/4000                      | 440/1400                | A/5             | 1.890                 | 226                            | 9"                     | 8.2                                | 218             | 2006-09           | 52.883                        |
| E320 CDI           | седан     | 211.026 | OM648DE32LA (648.961)           | 3222        | 204/4200                      | 500/1800                | A/5             | 1.605                 | 243                            | 7"5                    | 6.9                                | 183             | 2003-06           | 49.691                        |
| E320 CDI           | универсал | 211.226 | OM648DE32LA (648.961)           | 3222        | 204/4200                      | 500/1800                | A/5             | 1.810                 | 235                            | 8"2                    | 7.3                                | 194             | 2003-06           | 50.680                        |
| E320 V6 CDI        | седан     | 211.022 | OM642DE30LA (642.920)           | 2987        | 224/3800                      | 540/1600                | A/7             | 1.665                 | 250                            | 6"8                    | 7.3                                | 194             | 2005-09           | 50.591                        |
| E320 V6 CDI        | универсал | 211.222 | OM642DE30LA (642.920)           | 2987        | 224/3800                      | 540/1600                | A/7             | 1.810                 | 240                            | 7"3                    | 7.6                                | 202             | 2005-09           | 53.411                        |
| E320 V6 CDI4-Matic | седан     | 211.089 | OM642DE30LA (642.921)           | 2987        | 224/3800                      | 510/1600                | A/5             | 1.770                 | 244                            | 7"4                    | 7.9                                | 210             | 2006-09           | 56.603                        |
| E320 V6 CDI4-Matic | универсал | 211.289 | OM642DE30LA (642.921)           | 2987        | 224/3800                      | 510/1600                | A/5             | 1.905                 | 236                            | 8"1                    | 8.3                                | 220             | 2006-09           | 59.423                        |
| E400 CDI           | седан     | 211.028 | OM628DE40LA (628.961)           | 3996        | 260/4000                      | 560/ 1700-2600          | A/5             | 1.760                 | 250 (с ограничителем скорости) | 6"9                    | 9.4                                | 247             | 2003-06           | 67.721                        |
| E420 CDI           | седан     | 211.029 | OM628DE40LA (629.910)           | 3996        | 314/3600                      | 730/2200                | A/7             | 1.835                 | 250 (с ограничителем скорости) | 6"1                    | 9.3                                | 246             | 2006-09           | Murad                         |

Модель E300 BlueTEC продавалась под названием E320 BlueTEC в США и Канаде.

### Оснащение

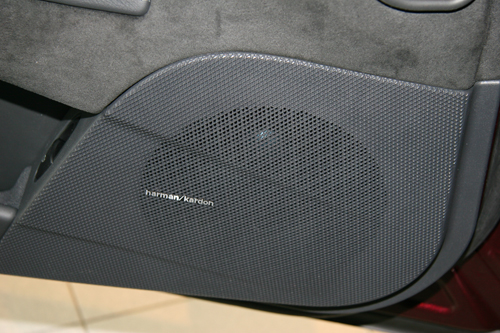
Акустическая система Harman/Kardon, E220 CDI Designo

В стандартную комплектацию автомобиля Mercedes-Benz W211 вошли автоматический климат-контроль THERMATIC с утилизацией остаточного тепла двигателя и комбинированным фильтром, система Audio 20 с поддержкой радио и проигрывания CD-дисков, приборная панель с бортовым компьютером, электрически регулируемые сиденья с тканевым покрытием и функцией обнаружения человека, системы ABS и ESP, электрогидравлическая тормозная система Sensotronic (убрана с 2006 года), пять подголовников, круиз-контроль с регулировкой скорости, электрические боковые зеркала с подогревом, теплоизоляционное стекло, датчик дождя, механическая 6-ступенчатая коробка передач (опционально или на более мощных моделях доступны 5- и 7-ступенчатая АКПП), гидроусилитель руля и центральный замок с иммобилайзером.
Круиз-контроль DISTRONIC при помощи датчиков на решётке радиатора автоматически управляет автомобилем на скорости от 30 до 180 км/ч, самостоятельно поддерживая расстояние до впереди идущего транспортного средства. При необходимости система автоматически добавляла или понижала скорость с целью приблизиться или отдалиться от впереди идущего автомобиля соответственно. При помощи рычага управления на рулевом колесе водитель может самостоятельно настраивать параметры работы круиз-контроля. На дисплее, расположенном на приборной панели, отображаются точные расстояния. Такая же система применялась на Mercedes-Benz W220.
Опционально автомобиль оснащался чувствительным к скорости рулевым управлением, системой запирания Keyless Go, чипом для автоматического открытия дверей гаража (в зеркале заднего вида), звукопоглощающим ламинированным стеклом, механически складным фаркопом, противоугонной системой сигнализации и ультразвуковыми парктрониками со звуковым и визуальным механизмом предупреждения водителя. Версия в кузове универсал могла оснащаться специальным электронно-управляемым выдвижным полом багажного отделения, продлевающим его на 40 сантиметров.
На центральную консоль по заказу мог устанавливаться система навигации с 4.9-дюймовым цветным дисплеем, а также мультимедиа система Audio APS 50. С 2003 года стала доступна система COMAND APS с 6.5-дюймовым цветным дисплеем и навигационными картами для всей Европы. На заказ её можно было дополнить функцией выполнения голосовых команд Linguatronic.
С 2005 года стала доступна акустическая система объёмного звучания фирмы Harman/Kardon с 12-ю динамиками (420 Вт). В 2007 году было выпущено издание Business Edition, а через год Premium пакет, которые сочетали различные дополнительные опции. Система Comand NTG обновилась до версии 2.5 в апреле 2008 года. Система мультимедиа COMAND обзавелась жёстким диском, возможностью проигрывания CD/DVD-дисков, радио, Bluetooth интерфейсом и иными функциями.

### Безопасность
В серийное оснащение автомобиля вошли двухступенчатые подушки безопасности для водителя и пассажира, а также оконные и боковые аирбаги. Для сохранения контроля над автомобилем в автомобиль интегрировали системы ESP, ASR и ABS.
С 2006 года была удалена тормозная система Sensotronic Brake Control и добавилось первое поколение системы PRE-SAFE. Кроме того добавились мигающие тормозные огни, система предупреждения потери давления в шинах, датчик дождя с особой настройкой чувствительности, а также пакет EASY-PACK для варианта в кузове седан. На автомобиль установили систему адаптивных тормозов ADAPTIVE BRAKE.
Краш-активные подголовники NECK-PRO, связанные с электронным блоком управления, вносят существенный вклад в обеспечение безопасности находящихся в салоне автомобиля пассажиров при наезде сзади и способствует снижению риска получения травмы в области шеи. При ударе сзади подголовники активно перемещаются вперед на 40 миллиметров и вверх на 30 миллиметров за доли секунды, чтобы своевременно защитить голову и снизить степень риска травмирования. После активации подголовники NECK-PRO разблокируются посредством прилагаемого инструмента и вручную возвращаются в исходное положение. После этого они снова в рабочем состоянии.
| Euro NCAP                                                              | Euro NCAP | Euro NCAP | Euro NCAP |
| ---------------------------------------------------------------------- | --------- | --------- | --------- |
| Рейтинги                                                               | Пассажир  |           | 33        |
| Рейтинги                                                               | Пешеход   |           | 4         |
| Протестированная модель: Mercedes-Benz E-Class 220 CDI Elegance (2002) |           |           |           |

#### Intelligent Light System
Intelligent Light System — новое поколение адаптивных фар, появившееся впервые на автомобиле Mercedes-Benz W211. Система автоматически подстраивает пучок света фар под условия дорожного движения и погодные условия. Представляет собой биксеноновые фары с 5-ю функциями:
- Шоссейный свет: используется вместо ближнего света, увеличена дальность практически на 10 м
- Автомагистральный свет имеет 2 ступени работы: первая включается при скорости 90 км/ч, вторая при достижении 110 км/ч. По сравнению со стандартными фарами обеспечивает на 50 м бо́льшую дальность видимости.
- Расширенные функции противотуманных фар: Противотуманные фары в условиях тумана освещают всю ширину дороги, от края до края, снижая риск самоослепления. Такой режим работы включается при работающих противотуманных фарах и скорости менее 70 км/ч, при скорости движения 100 км/ч и выше — отключается.
- Динамический поворотный свет: Фары поворачиваются вслед за движением руля. Динамический поворотный свет впервые стал устанавливаться в 2003 году на Е-классе, в 2006 году технология была модернизирована.

## AMG модификации

### E55 AMG

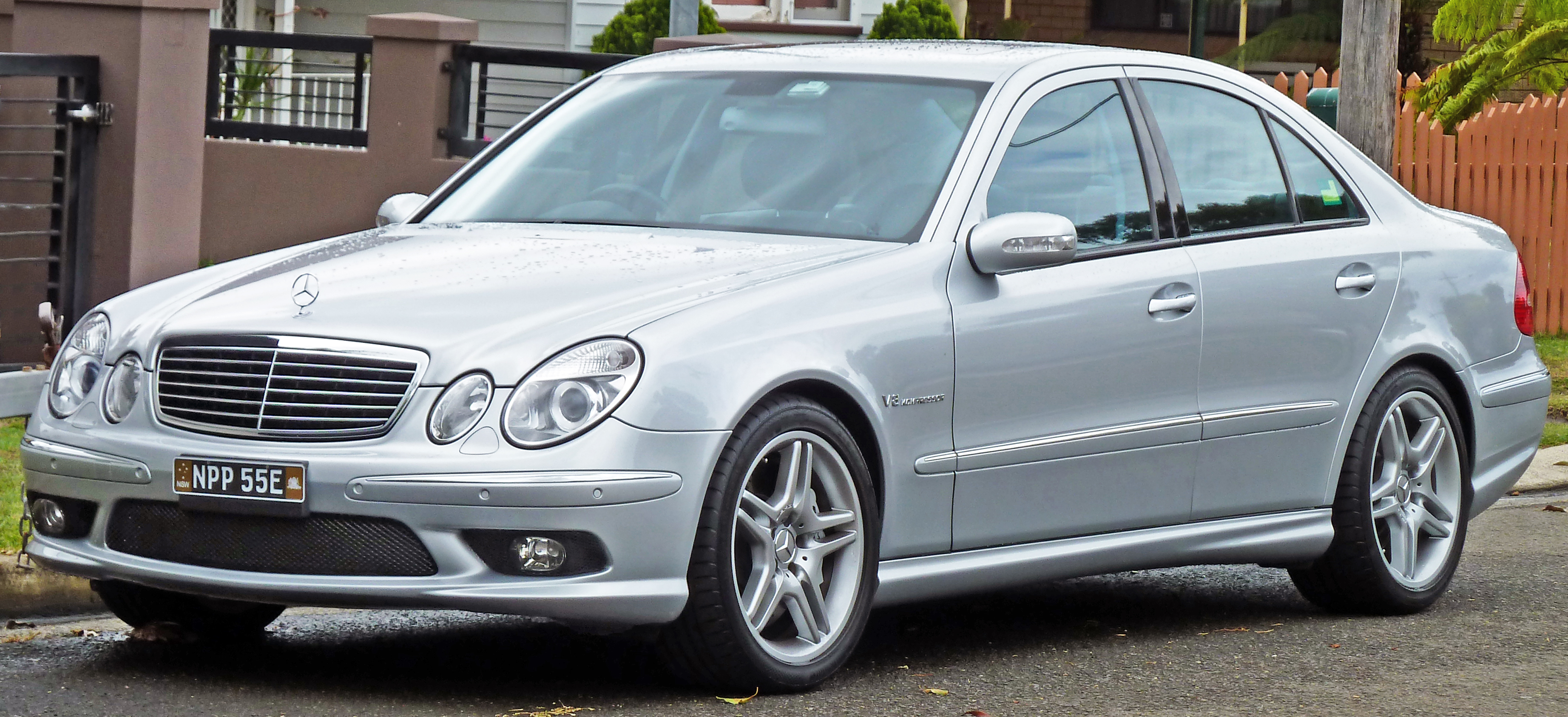
Mercedes-Benz E55 AMG (W211)

Автомобиль E55 AMG был представлен широкой публике на Парижском автомобильном шоу 28 сентября 2002 года. На него устанавливался 5,4-литровый V8 двигатель М113 ML55 с нагнетателем производства IHI Corporation. Мощность силового агрегата составляла 350 кВт / 476 л.с. и 700 Н·м крутящего момента за счёт длинной выхлопной системы (в сравнении с SL55 AMG). E55 AMG являлся самым быстрым четырёхдверным автомобилем в линейке продуктов Mercedes-Benz на момент выпуска, будучи быстрее чем C32 и S55 AMG. Кроме того, автомобиль может похвастаться более быстрым ускорением, чем Brabus E V12 Biturbo 2003 года. По заявлению компании-производителя, до 100 км/ч автомобиль разгоняется за 4.5 секунд. Однако независимый тест-драйв журнала Car and Driver смог сделать это за 4.3 секунды — быстрее, чем SL55 AMG.
E55 AMG оснащался 5-ступенчатой автоматической коробкой передач AMG Speedshift, которая передавала 1079 Н·м крутящего момента. Созданная в 2003 году коробка 7G-Tronic ограничивалась максимальным крутящим моментом в 735 Н·м, чего было мало для V8 двигателя с нагнетателем.
Внешне E55 AMG отличался от обычного седана двойной хромированной выхлопной системой, ксеноновыми фарами, заниженным кузовом с обвесом, а также шильдиками «V8 KOMPRESSOR». Салон автомобиля остался без изменений.
Производство E55 AMG закончилось в 2006 году.

### E63 AMG (2007—2009)

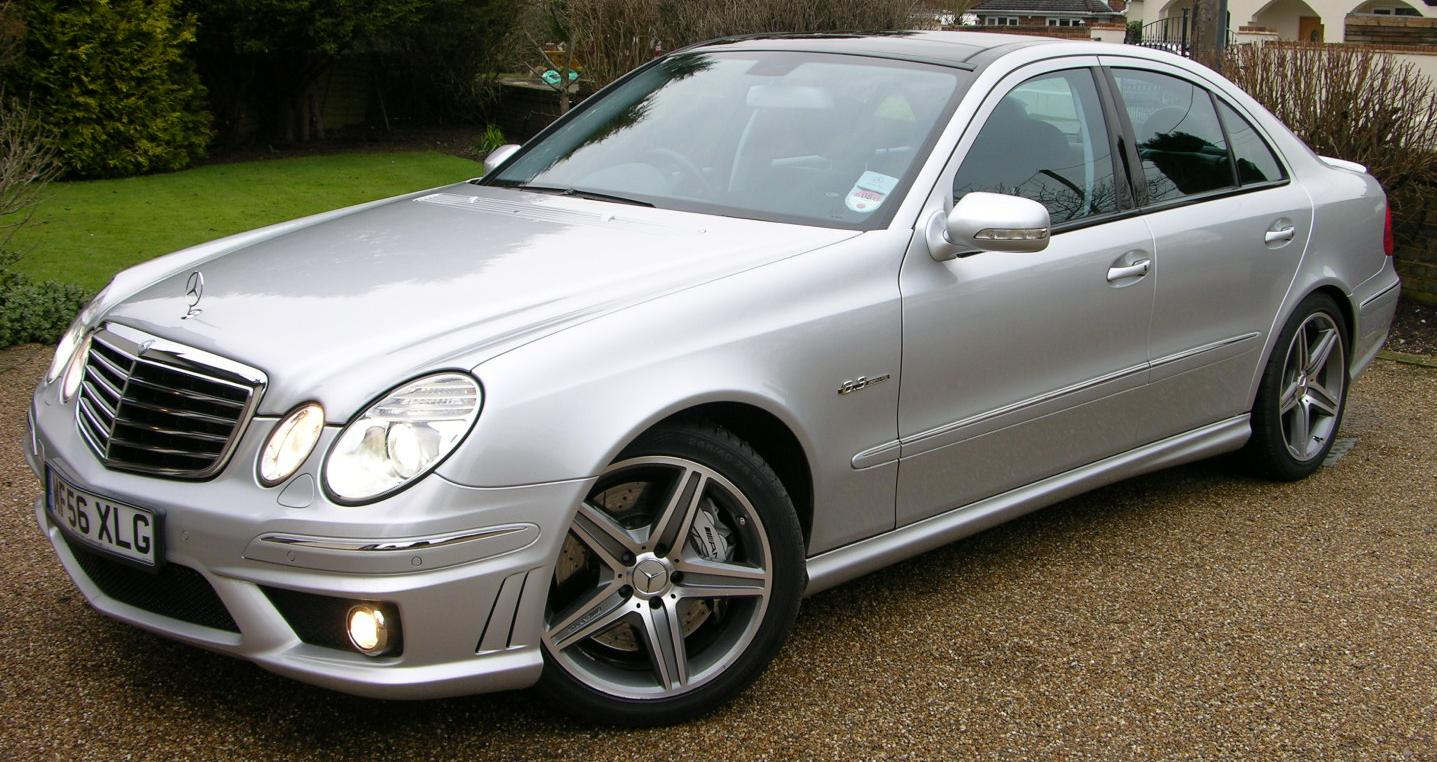
Mercedes-Benz E63 AMG (W211), 2007

Автомобиль Mercedes-Benz E63 AMG пришёл на смену E55 AMG в 2007 году. Выпускался в кузовах седан и универсал (с целью составить конкуренцию таким моделям, как BMW M5 (E61) и Audi RS6 (C6)).
Двигатель с блоком цилиндров высокого давления из литого сплава обладал степенью сжатия 11.3:1. Мощность его составляла 514 л.с. Разгон с 0 до 100 км/ч и для седана и для универсала осуществлялся за 4.4 секунды. В отличие от E55 AMG новая модель обладала бо́льшей величиной лошадиных сил, но меньшим крутящим моментом, что позволило установить на автомобиль 7-ступенчатую автоматическую коробку передач 7G-Tronic, благодаря чему E63 AMG стал быстрее, чем E55 AMG.
В то время как на E55 AMG и E550 в базовом оснащении устанавливалась подвеска Airmatic DC с адаптивным демпфированием, E63 AMG оснащали модифицированной AMG подвеской AIRMATIC с отключённым контролем устойчивости, что улучшало динамику автомобиля в сравнении с предшественником.
Пакет производительности AMG Performance P030, разработанный AMG PERFORMANCE STUDIO в Аффальтербахе, включал удаление электронного ограничения максимальной скорости, самоблокирующийся задний дифференциал, спортивное рулевое колесо с отделкой из алькантары, более жёсткую клапанную подвеску Airmatic, 18-дюймовые (457 мм) 5-спицевые легкосплавные диски AMG серебряного цвета, 245/40 R18 передние и 265/35 R18 задние шины, а также дополнительную углеродно-волоконную отделку. Пакет стал доступен для заказа с марта 2007 года, цена на момент выхода составляла €7140.

## Тюнинг

### Brabus E V12
В 2005 году тюнинг-ателье Brabus предоставила модифицированную версию седана Е-класса в 211 кузове — Brabus E V12 Biturbo, обладающий двигателем V12 мощностью 640 л. с. и крутящим моментом 1026 Н·м. Автомобиль поставил рекорд скорости для седанов: на гоночном треке Нардо развил максимальную скорость 350,2 км/ч и был занесён в книгу рекордов Гиннесса. В октябре 1996 года рекорд максимальной скорости также принадлежал Brabus E V12 в 210 кузове со значением в 330 км/ч. Позднее данная цифра была побита другим седаном под маркой Brabus — Brabus Rocket на базе CLS-класса.

## Автопробег Париж-Пекин

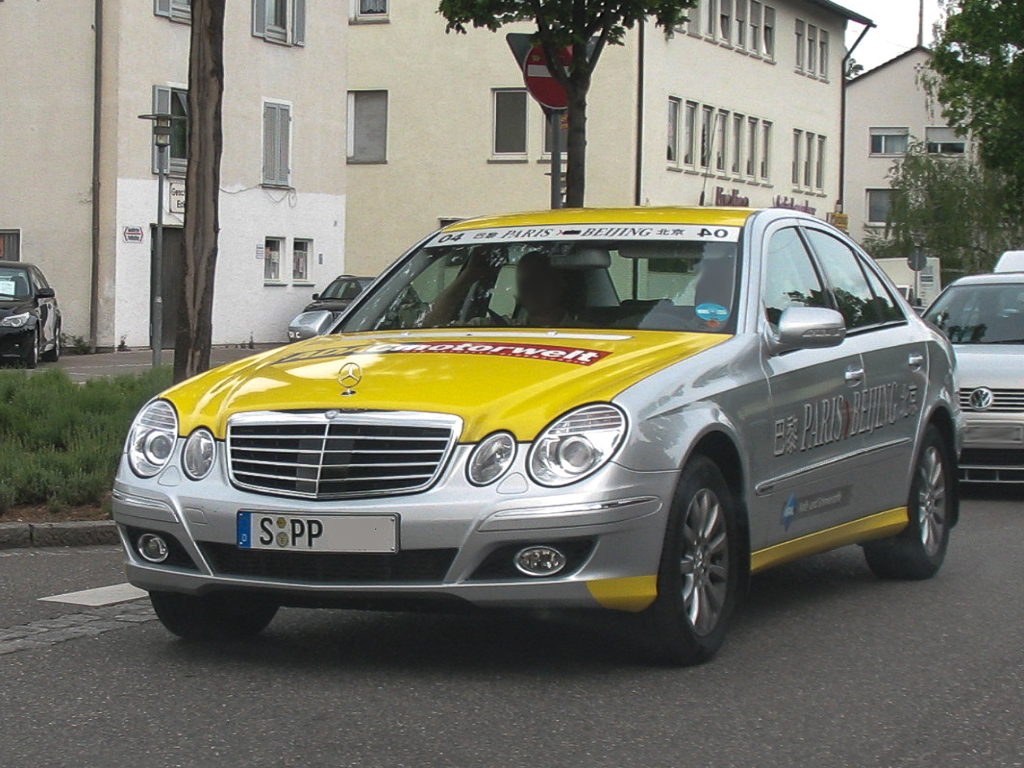
W211 E320 CDI на автопробеге

21 октября 2006 года с Елисейских полей в Париже стартовал автопробег в Пекин. 33 автомобиля Mercedes-Benz E-класса в кузове W211 (30 автомобилей E320 CDI и 3 машины E320 BlueTEC) отправились в 28-дневное путешествие из Парижа в Пекин. Автопробег состоял из пяти этапов и финишировал 17 ноября в Пекине. Торжественный финиш состоялся 18 ноября на Пекинском автосалоне AutoChina 2006 года.
Автопробег посвящён компанией Mercedes-Benz легендарному историческому пробегу Пекин—Париж, который был проведён летом 1907 года. Маршрут первой в истории трансконтинентальной автогонки, которая продолжалась 62 дня, остался почти без изменений. Различие гонки 1907 года и этой заключается в том, что историческая стартовала из Пекина в направлении Парижа.

## Продажи
Наиболее важными рынками для E-класса (около четверти от общего объёма продаж) стали рынки Германии и США.
19 декабря 2008 года компания Mercedes-Benz сообщила о том, что общее число выпущенных автомобилей в кузове W211 составляет 1 500 000 единиц. В эту цифру входят 1 270 000 седанов и 230 000 универсалов. Автомобили с дизельным двигателем составили 40 % от общего количества.
| Календарный год | США    | Германия | В мире  |
| --------------- | ------ | -------- | ------- |
| 2002            |        | 89 029   | 242 000 |
| 2003            | 55 683 | 104 696  | 305 300 |
| 2004            | 58 954 | 86 299   | 294 200 |
| 2005            | 50 383 | 62 055   | 265 000 |
| 2006            | 50 195 | 56 801   | 243 000 |
| 2007            | 48 950 | 56 695   | 230 900 |
| 2008            | 38 576 | 43 112   | 172 900 |

### Доля рынка (2002—2008)
Доля рынка автомобилей W211 на фоне конкурентов (Audi, BMW, иные производители) в Германии за весь период производства выглядит следующим образом (в процентном соотношении):

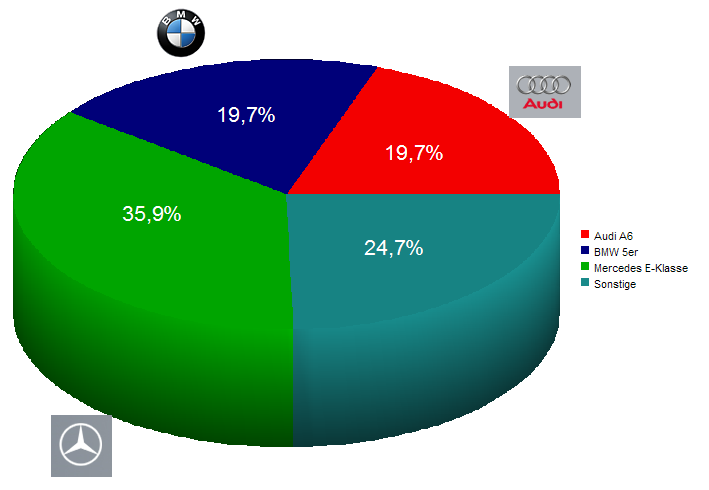
Рыночная доля за 2002
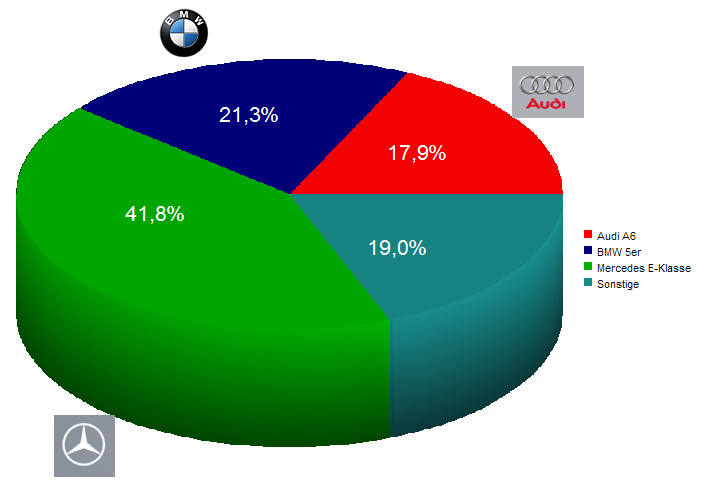
Рыночная доля за 2003
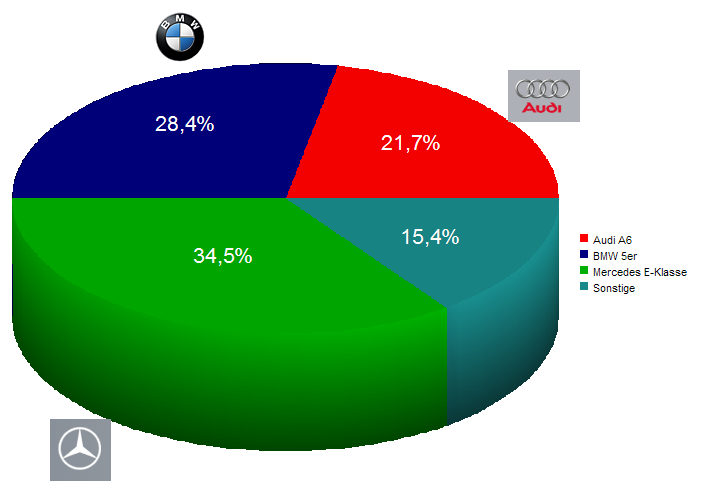
Рыночная доля за 2004
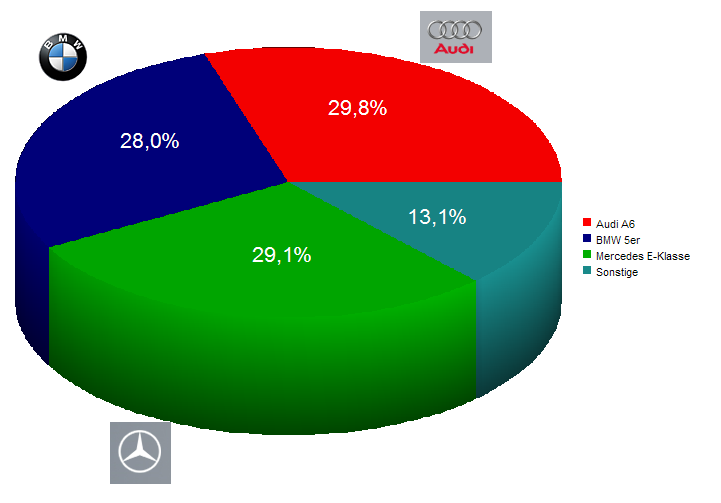
Рыночная доля за 2005
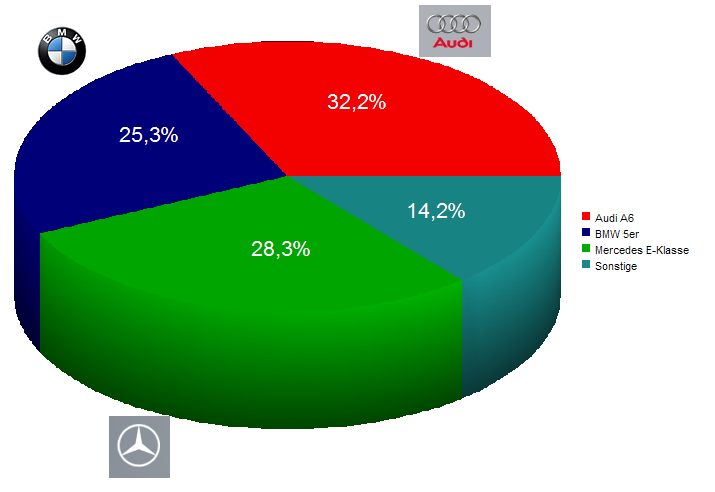
Рыночная доля за 2006
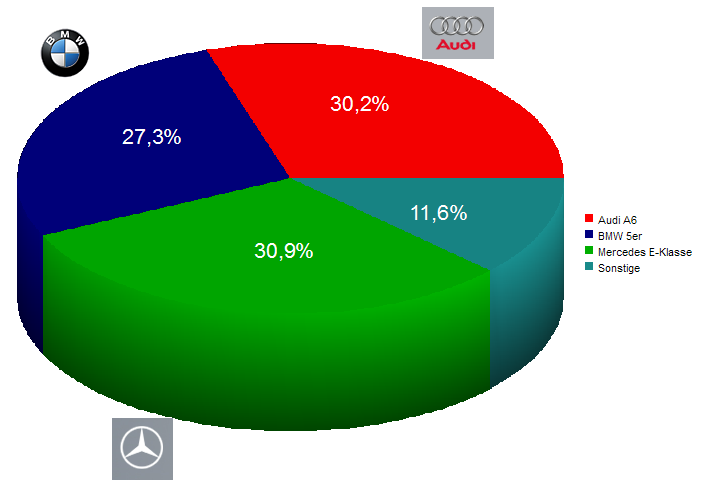
Рыночная доля за 2007
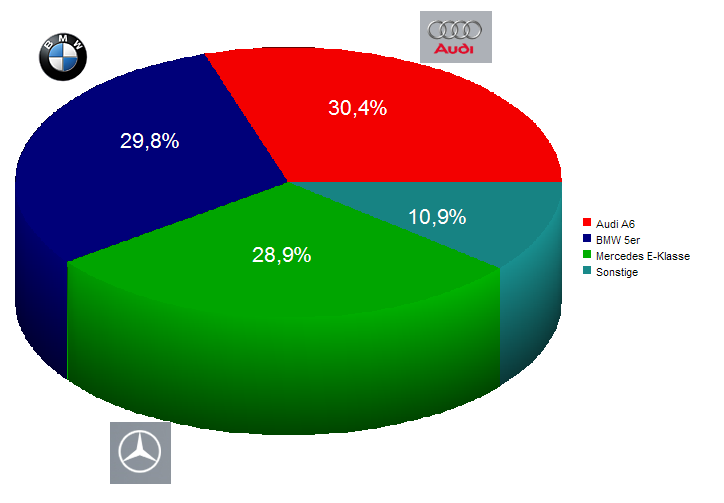
Рыночная доля за 2008

## Галерея

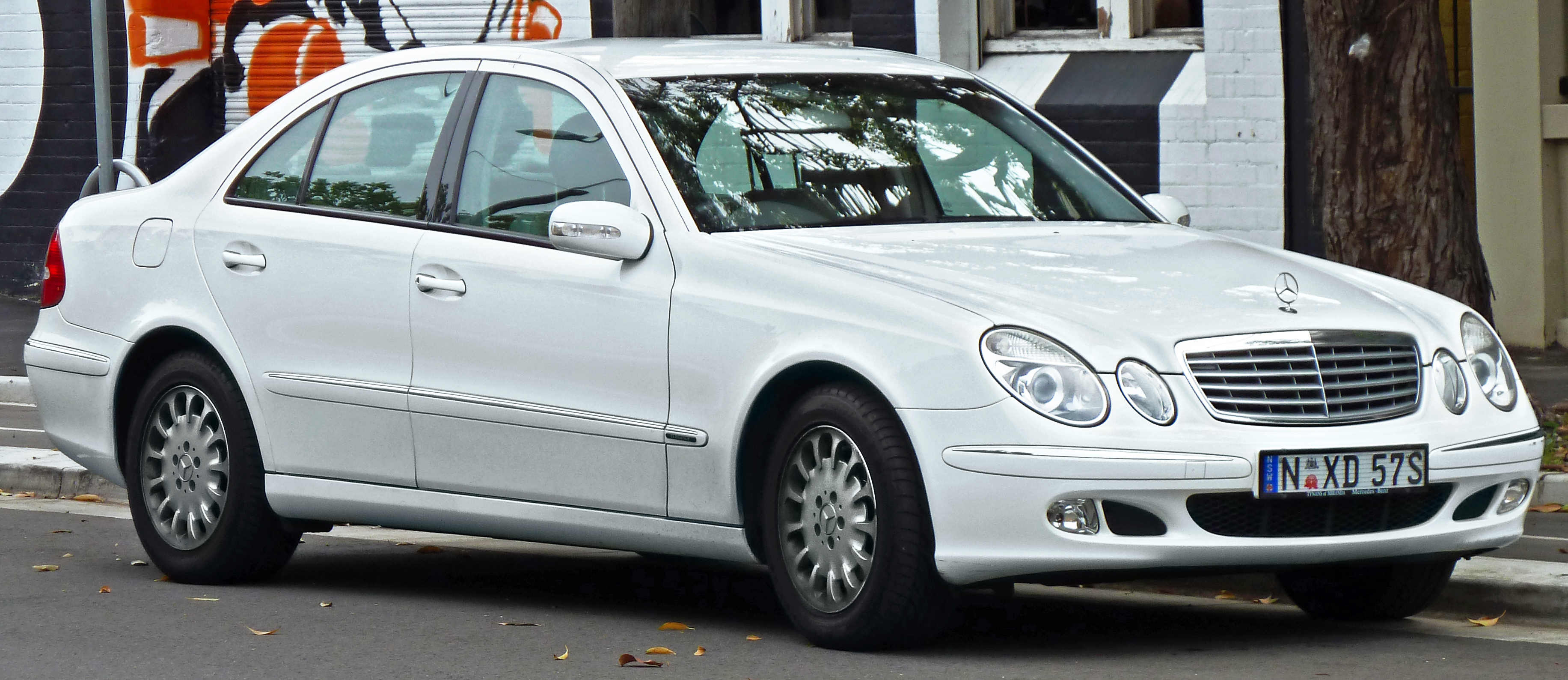
W211 дорестайлинг, вид спереди
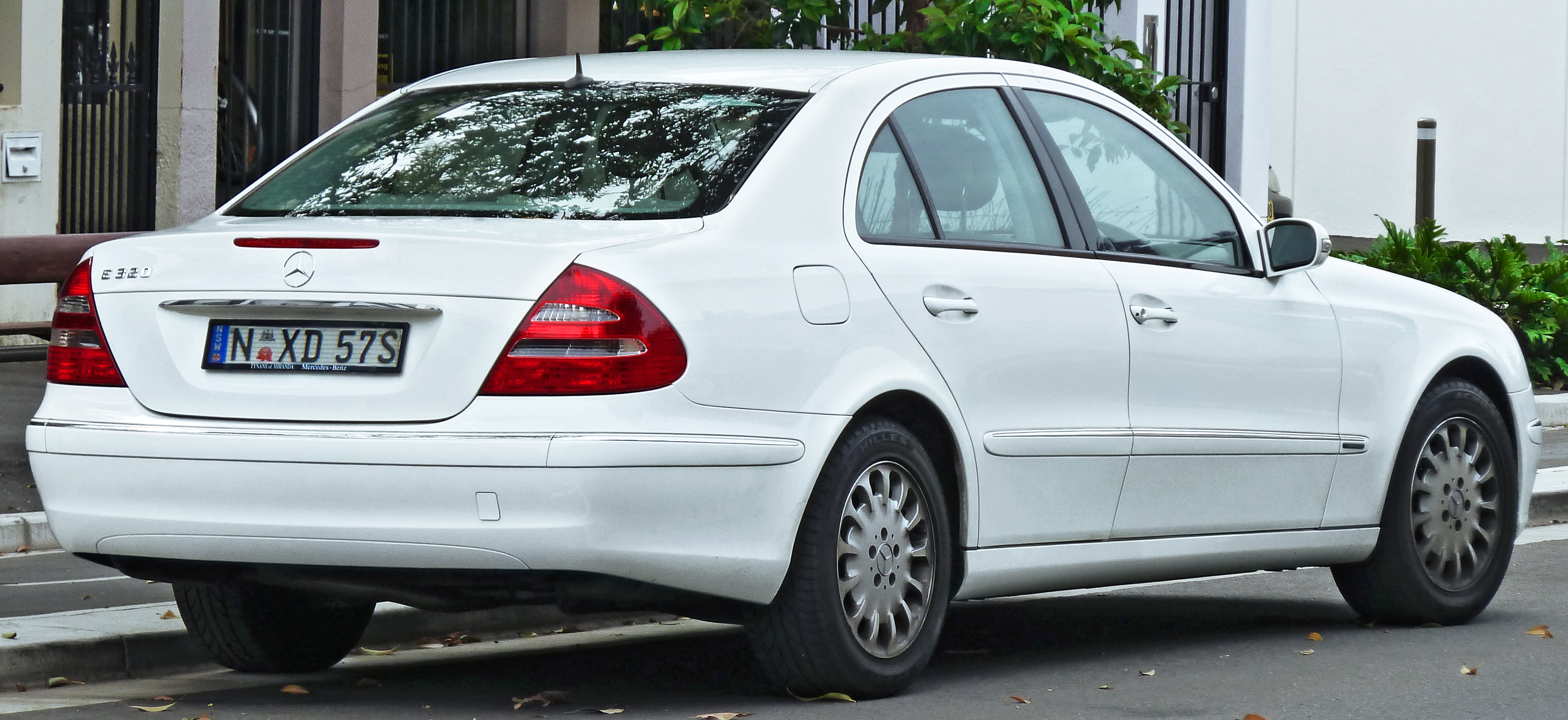
W211 дорестайлинг, вид сзади
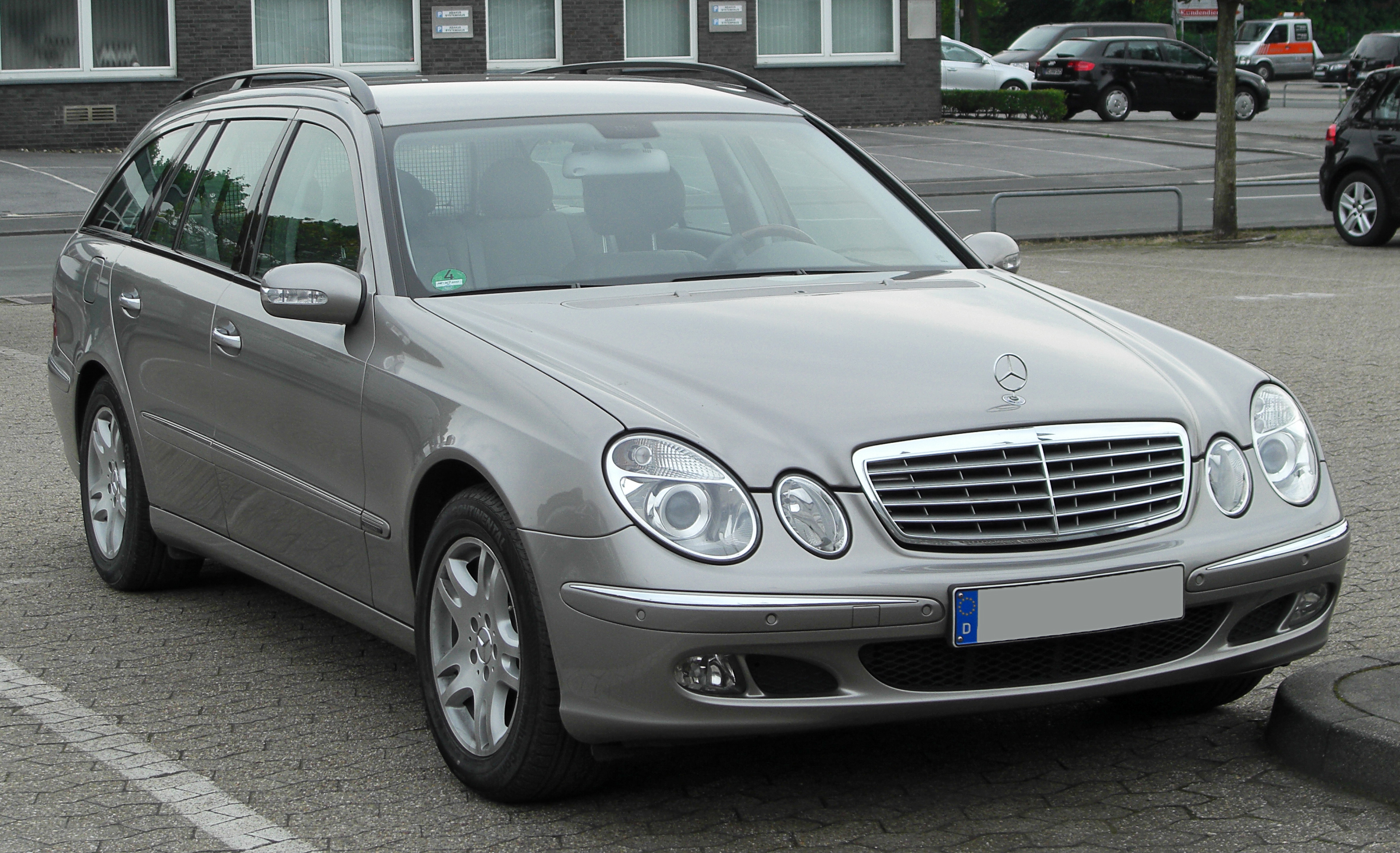
S211 (универсал), вид спереди
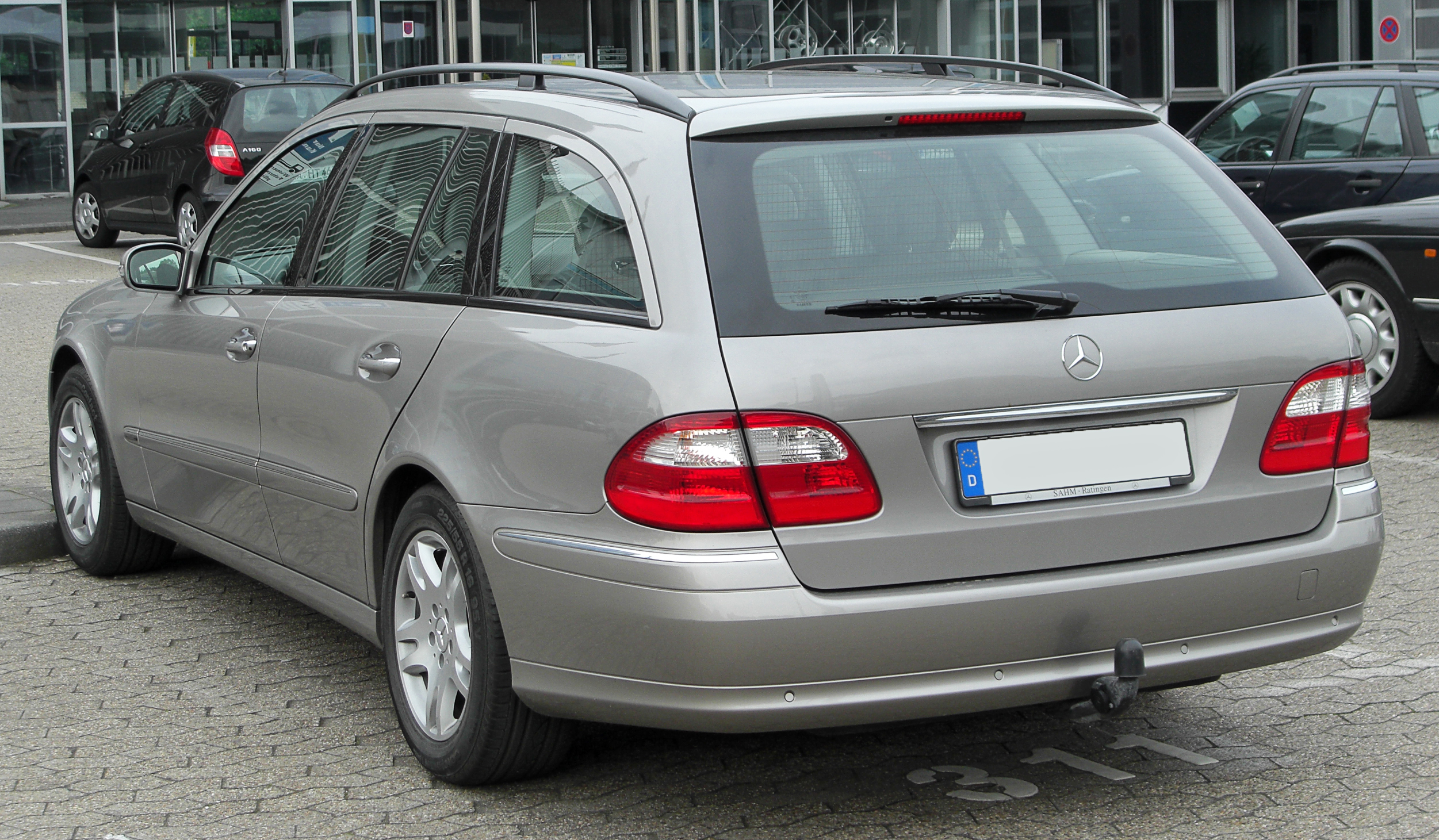
S211 (универсал), вид сзади
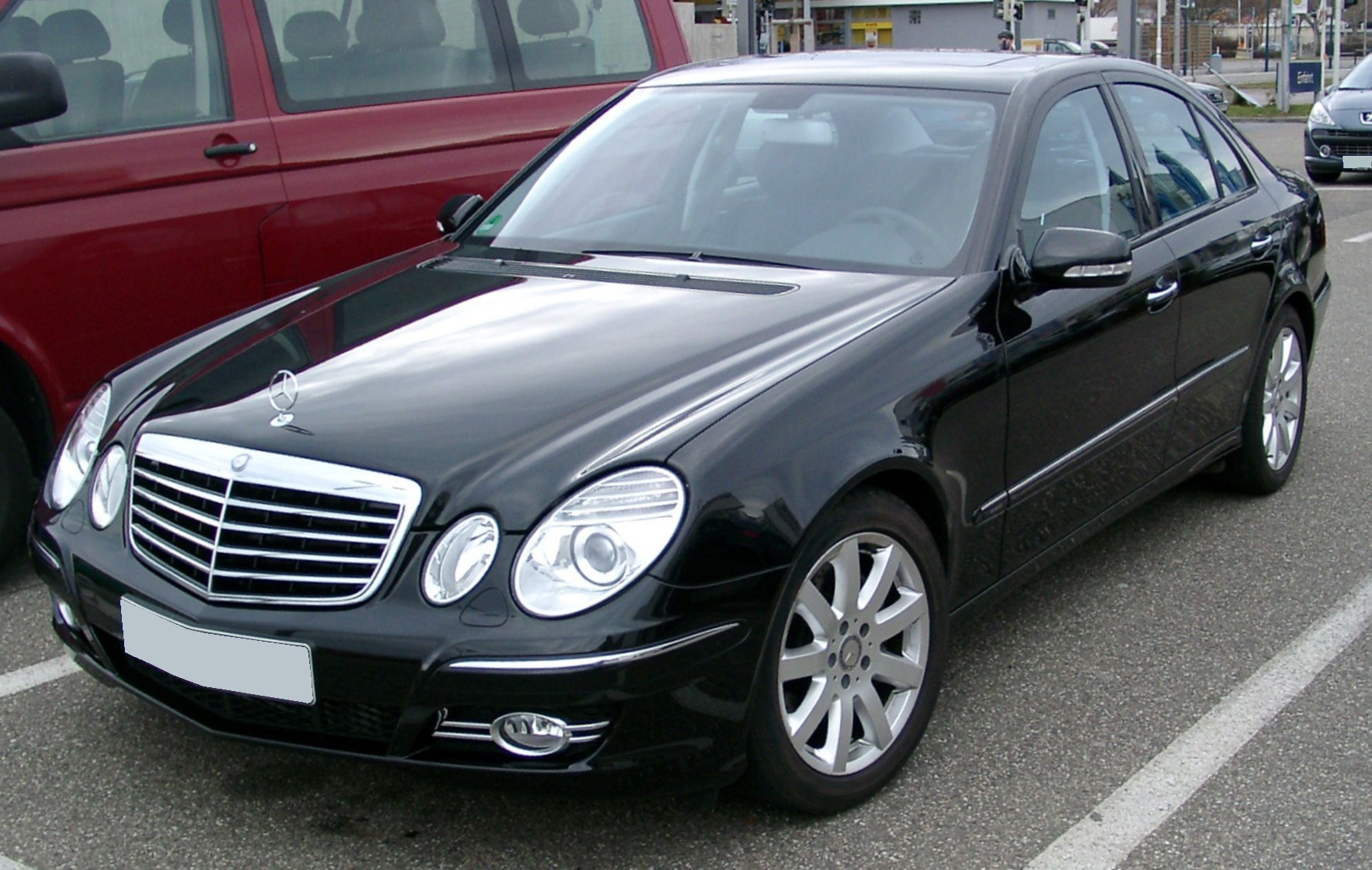
W211 рестайлинг, вид спереди
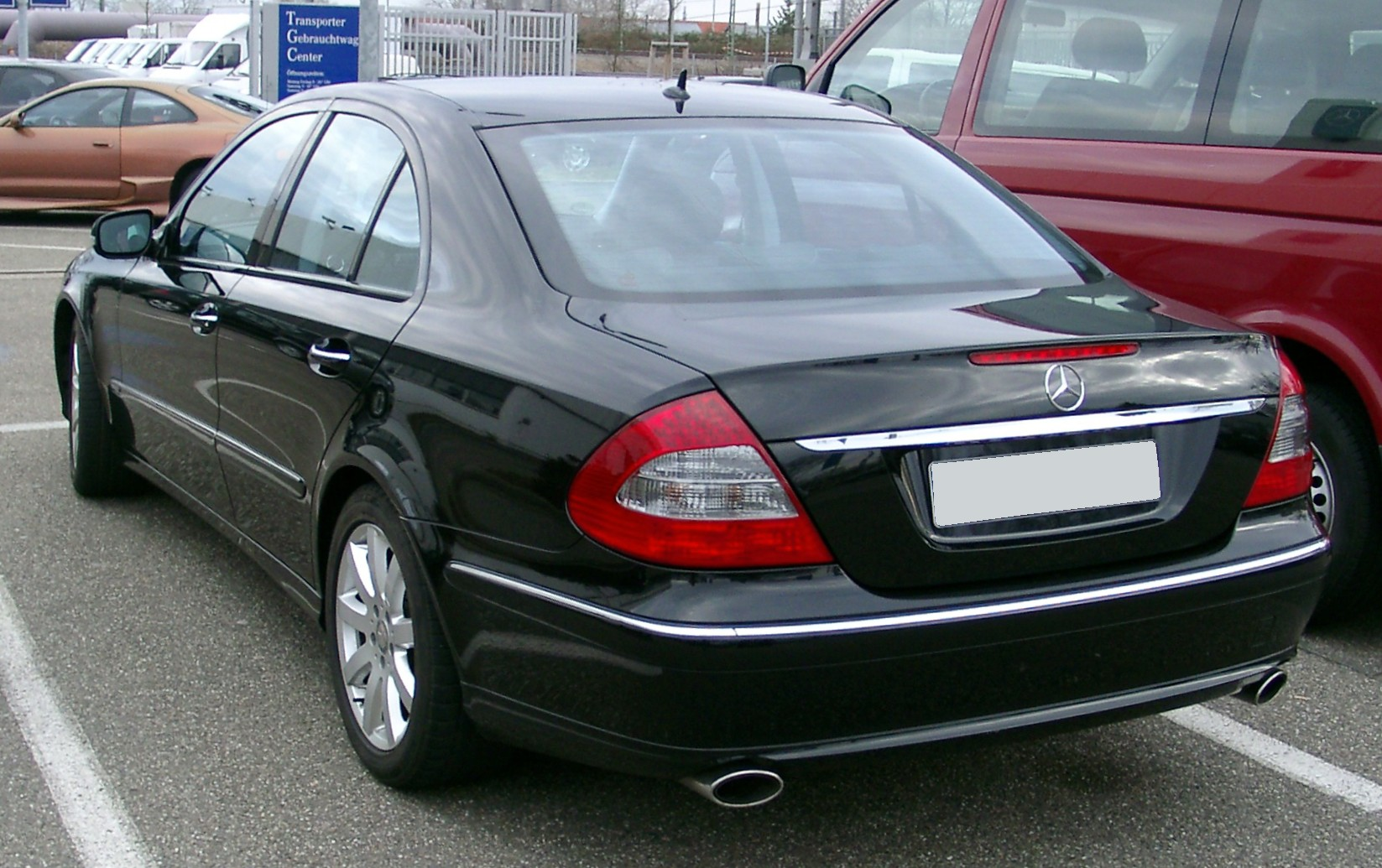
W211 рестайлинг, вид сзади

## Комментарии
1. ↑  По данным Федерального агентства автомобильного транспорта: Фленсбург, Германия.
2. 1 2  На основе соответствующих годовых отчётов концерна Daimler AG. Daimler AG — Geschäftsberichte seit 1979 (архивировано из первоисточника 31 октября 2009).

### Основная
- Рок-н-ролл жив! // Autopilot. — Kommersant Publishing House, 2002. — Т. 102, № 9. — С. 70-73. Архивировано 18 января 2017 года.
- Peter Russek. Mercedes-Benz E-Klasse mit CDI-Dieselmotoren: Serie W210, 2000 bis 2002, Serie W211 ab 2003. — Bucheli, 2009. — 234 с. — ISBN 9783716821251.
- Colin Pitt. Mercedes Benz E-Class, W210, W211, W212. — C P Press. — ISBN 978-1841558080.

### Сервисные книги, руководства пользователя
- Peter Russek. Mercedes-Benz E-Class: Petrol W210 & W211 Series Workshop Manual 2000-2006. — Brooklands Books, 2013. — 193 с. — ISBN 9781855207295.
- Peter Russek. Mercedes-Benz E-Class: Diesel W210 & W211 Series Workshop Manual 2000-2006. — Brooklands Books, 2013. — 236 с. — ISBN 978-1855209558.